# タイリクツノボソオオクワガタ
タイリクツノボソオオクワガタ（大陸角細大鍬形、Dorcus yaksha）は、コウチュウ目・クワガタムシ科・クワガタ属・オオクワガタ亜属の1種であり、オオクワガタの仲間では中型種である。学名に使用されているyakshaとは古代インド神話に登場する鬼神夜叉のことである。

## 形態
体長はオスが25 - 53.5mm、メスが24 - 34.5mm
以前は 台湾のツノボソオオクワガタと同一種と考えられていたが、より大型で、体は太く短く、幅が広く、上翅（じょうし）は光沢が強い。
また、30mm程度のオスでは、内歯（内側のトゲ）が ほとんど発達しないことや、メスの上翅（じょうし）の中央部には縦のスジがないことから、多くの点で異なり、別種とされた。
アンタエウスオオクワガタを小型にしたような体型だが、アンタエウスオオクワガタのような大アゴ裏側のオレンジ色の毛束はない。

## 分布
ベトナム北部・タイ北部・ミャンマー北部・インド北東部・中国

## 生態
生息数は少ない。

## 学名の有効性について
本種は長い間　Dorcus sp. (学名が決まっていない状態をさす。)として流通していたが、2010年、世界のクワガタムシ大図鑑の著者である藤田宏によって新種記載され、学名はDorcus tonkinensis Fujita,2010 とされた。
しかし、アンタエウスオオクワガタのシノニムとされる種の中に1915年に記載されたDorcus yaksha Gravely, 1915があり、記載に使用された文などを見る限り、Dorcus tonkinensis Fujita,2010 とされている種とほぼ特徴が一致していることから、Dorcus yaksha Gravely, 1915の学名が採用された。(学名は一般的に一番古く記載されたものを使うため。)
よって、Dorcus tonkinensis Fujita,2010 はDorcus yaksha Gravely, 1915のシノニムとされた。
しかし、本種は産地によって差異が見受けられるため、近い将来、Dorcus tonkinensis Fujita,2010 は亜種名として使用される可能性もある。